# Centre de Serveis Científics i Acadèmics de Catalunya
A principis dels 90, la Generalitat de Catalunya va impulsar la creació del CESCA, aleshores sota la denominació de Centre de Supercomputació de Catalunya, a través de la llavors Fundació Catalana per a la Recerca i amb la col·laboració de les universitats i el Consell Superior d'Investigacions Científiques CSIC. Més tard, el 2009, va passar a denominar-se Centre de Serveis Científics i Acadèmics de Catalunya.
Aquest Centre ha estat reconegut com a Instal·lació Científica i Tècnica Singular (ICTS, 2000) i ha rebut la Placa Narcís Monturiol (2001).
L'objectiu fonamental del CESCA ha estat gestionar infraestructures basades en les tecnologies de la informació i la comunicació (e-infraestructures) per donar servei a la universitat i a la recerca, basant-se en cinc àrees d'activitat: els sistemes per a càlcul i per a emmagatzematge de dades, tant científics com acadèmics; les xarxes de comunicacions (Anella Científica i CATNIX); els portals i repositoris per a informació universitària (TDX, RECERCAT, RACO, MDX…); la promoció de l'ús i els beneficis d'aquestes tecnologies, i l'operació i el manteniment de tota la infraestructura del Centre.
Des de 2013, el CESCA està integrat dins el Consorci de Serveis Universitaris de Catalunya (CSUC) des d'on continua exercint la seva activitat.

## Membres
El CESCA estava integrat per la Generalitat de Catalunya, la Fundació Institució Catalana de Suport a la Recerca, el Consell Superior d'Investigacions Científiques (CSIC) i les següents universitats:
- Universitat de Barcelona
- Universitat Autònoma de Barcelona
- Universitat Politècnica de Catalunya
- Universitat Pompeu Fabra
- Universitat de Girona
- Universitat Rovira i Virgili
- Universitat de Lleida
- Universitat Oberta de Catalunya
- Universitat Ramon Llull

## Estructura i funcionament
El CESCA disposava de diversos òrgans de govern als quals, conjuntament amb el seu director, els corresponia la representació, la direcció i l'administració del Consorci. A més, també comptava amb diversos òrgans assessors per assegurar el seu bon funcionament.

## Història
El CESCA va ser creat amb l'objectiu de compartir una infraestructura de càlcul d'altes prestacions que la comunitat cientificotècnica necessitava per desenvolupar la seva recerca en diverses àrees de coneixement, com ara la química teòrica, la meteorologia o l'astrofísica. Aquest servei es va començar a prestar amb un IBM 3090 i un Cray X-MP. Més tard, i per al camp de les ciències de la vida, es va crear un servei de cerca de farmacòfors.
Els serveis del CESCA es van estendre a les comunicacions, i l'any 1993 es va crear l'Anella Científica, una xarxa de transmissió de dades d'alta velocitat que va ser pionera a Europa. Aquesta infraestructura connecta les institucions catalanes amb les xarxes internacionals de recerca a través del node de RedIRIS que, des de 1996, el CESCA ha allotjat. A més d'accés a internet, l'Anella Científica proporciona nombrosos serveis de valor afegit com ara certificació digital (2000), videoconferència i veu sobre IP (2002), seguretat (2003) i mobilitat amb Eduroam (2005).
L'any 1999 es va crear el Punt Neutre d'Internet a Catalunya (CATNIX) per afavorir l'intercanvi de tràfic entre els diferents proveïdors d'internet. Els promotors del CATNIX van demanar al CESCA que l'hostatgés i administrés, cosa que ha fet des d'aleshores.
L'any 2001 es va estrènyer la col·laboració amb el CBUC, posant en marxa conjuntament Tesis Doctorals en Xarxa (TDX), el primer de diversos repositoris digitals creats per incrementar l'accessibilitat i la visibilitat dels continguts de les institucions que hi participen.
Per emfatitzar el suport i els serveis TIC que s'oferien a les universitats catalanes, més enllà de la supercomputació, l'any 2009 es van reformar els Estatuts del CESCA, que va passar a denominar-se Consorci Centre de Serveis Científics i Acadèmics de Catalunya. Aquest canvi va suposar també la creació d'una sèrie de serveis comuns d'administració electrònica: plataforma de vot, de registre telemàtic d'entrada i sortida, d'arxiu i preservació de documents digitals.